# ヴェラ・ガルフ (ミサイル巡洋艦)
ヴェラ・ガルフ (USS Vella Gulf, CG-72) は、アメリカ海軍のミサイル巡洋艦。タイコンデロガ級ミサイル巡洋艦の26番艦。艦名は太平洋戦争で1943年8月6日の夜に行われたベラ湾夜戦にちなむ。
ベラ湾夜戦にちなんで命名された艦としては2隻目であり、初代のヴェラ・ガルフ (USS Vella Gulf, CVE-111) は1945年4月9日にロバート・W・モース艦長の指揮下で就役した護衛空母であった。初代のヴェラ・ガルフは1946年8月9日に退役した。

## 艦歴
ヴェラ・ガルフはメリー・アン・マッコーリー夫人によって命名、進水し、1993年9月18日にバージニア州ノーフォークで式典の後就役する。
ヴェラ・ガルフは対空、対潜水艦、対水上および戦場ので戦闘といった多目的用途に活用されるよう設計された。空母戦闘グループ、揚陸攻撃グループに随伴し攻撃、護衛任務に従事する。その戦闘能力はイージス・システムによって統率され、電子探知装置、火器管制装置が完全に統合されている。イージスシステムは艦を防御し、強力な射撃能力および正確な探知能力により敵を撃退することができる。
ヴェラ・ガルフは1998年2月に公試を修了し、5月から6月にかけて行われた西バルト海での巡航を完了した。巡航の間の6月8日から19日にかけて26回目の BALTOPS '98 演習に参加する。演習では第8空母グループの司令官が本艦から演習を指揮した。また弾薬の海上補給、LAMPS、C2X の完了、ヴァージン諸島セント・ジョンへの寄港を行い、配備前の作業を継続した。
1999年1月に連続5度目の「Battle E」を受賞した後、ヴェラ・ガルフは1週間に及ぶ対空士官訓練を行う。
ヴェラ・ガルフは1999年2月に10ヶ月に及ぶ JTFEX'99 への配備を完了する。その後1999年3月26日にアドリア海への配備に向けて出航した。
2022年8月4日、ヴェラ・ガルフはノーフォークで退役式典を行った。ヴェラ・ガルフはタイコンデロガ級VLS装備艦で最初に退役した艦となった。